# フランソワ＝ニコラ・シフラール
フランソワ＝ニコラ・シフラール（François-Nicolas Chifflart、1825年3月21日 - 1901年3月20日）は、フランスのイラストレーター、版画家、画家である。小説家、ヴィクトル・ユーゴーの作品の挿絵を描いたことなどで知られている。

## 略歴
フランス北部パ＝ド＝カレー県のサントメールの鍵職人の息子に生まれた。父親は彫刻や彫金の技術にも優れ、陶器製のパイプを作る職人として働いていた。
フランソワ＝ニコラ・シフラールは地元の絵画学校で学び、1844年にパリ国立高等美術学校に入学し、レオン・コニエの学生になった。1850年に若手芸術家の登竜門であるローマ賞のコンクールに応募し、3位に入賞し、翌年、1位を受賞するが、アカデミック美術から離れ、版画などの商業美術に移っていった。1855年に姉妹の一人がサントメールル出身の画家、アルフレッド・カダール(Alfred Cadart: 1828-1875)とパリで結婚し、シフラールとカタールはパリで美術出版会社を立ち上げた.。1859年のサロンに『ファウスト』を題材にした版画作品を出展し、ボードレールやテオフィル・ゴーティエに賞賛された。
その後、ヴィクトル・ユゴーと知り合い、1867年にイラストレーターとして働きはじめ、ユゴーの『海の労働者』（フォルトゥネ・メオルが版画制作）や『ノートルダム・ド・パリ』の新版の挿絵制作した。『ル・モンド・イリュストレ』や『 L'Artiste』、『 L'Art』などの雑誌に作品が掲載された。
1901年にパリで没した。

## 作品

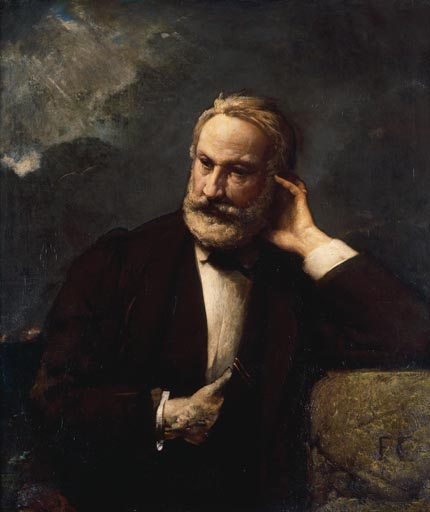
ヴィクトル・ユゴーの肖像画 (油絵) (1868)
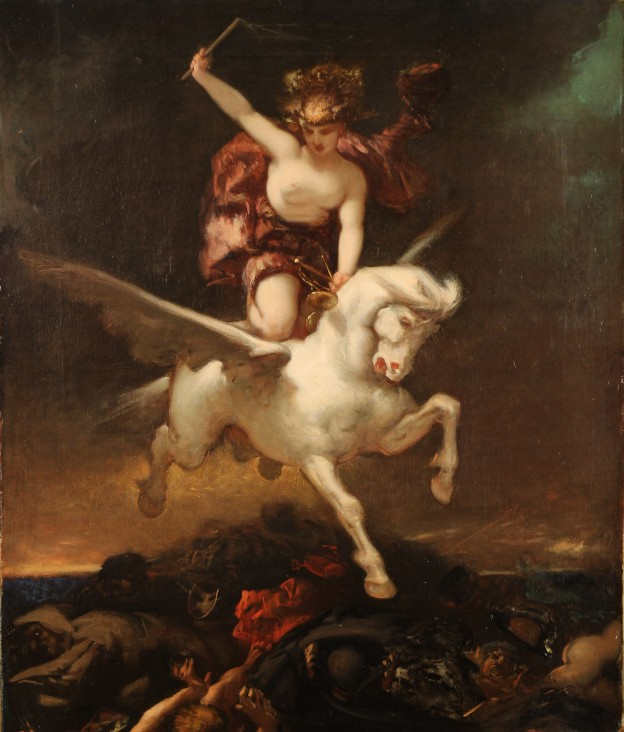
正義の寓意画
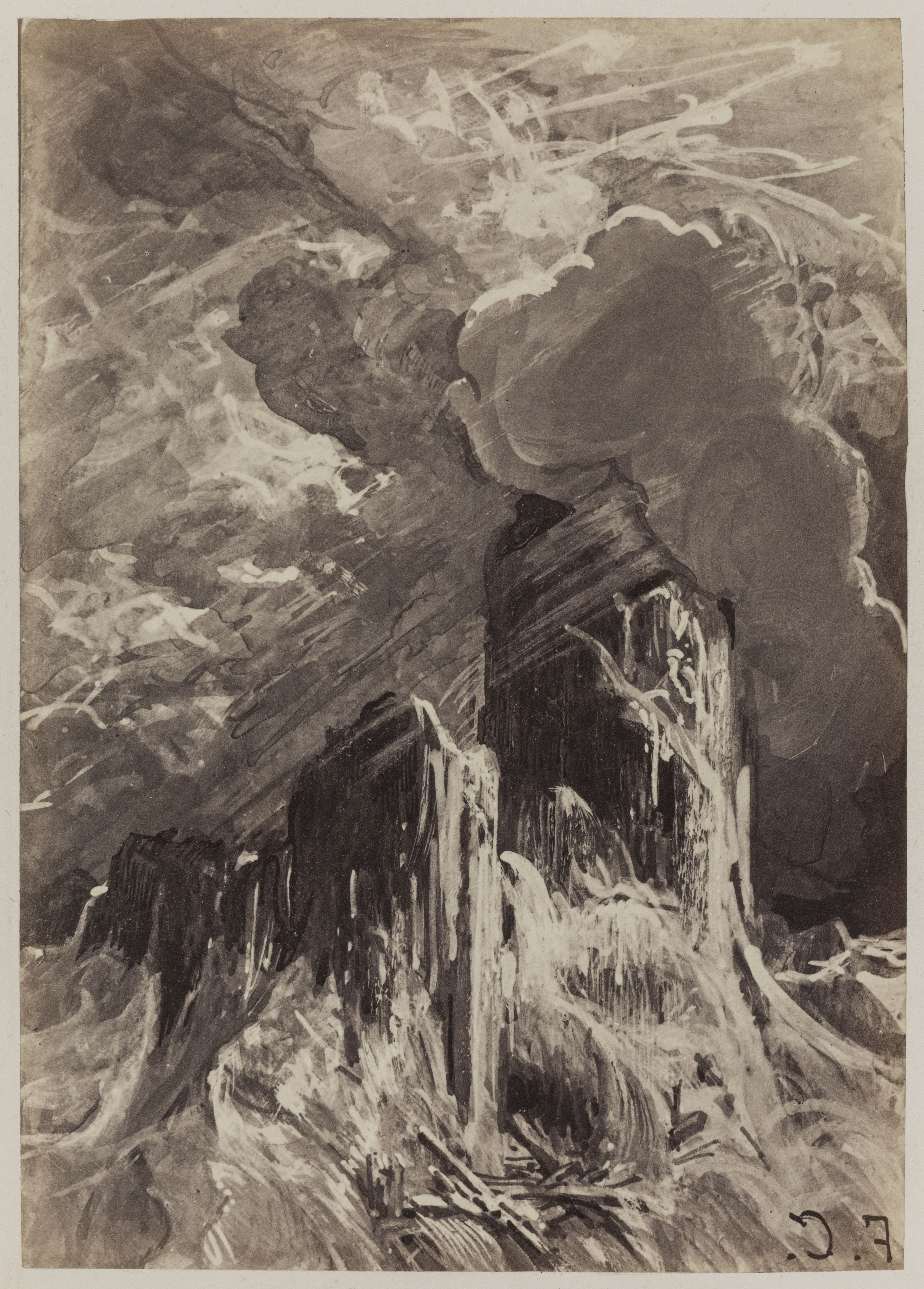
『海の労働者』挿絵　(1868)
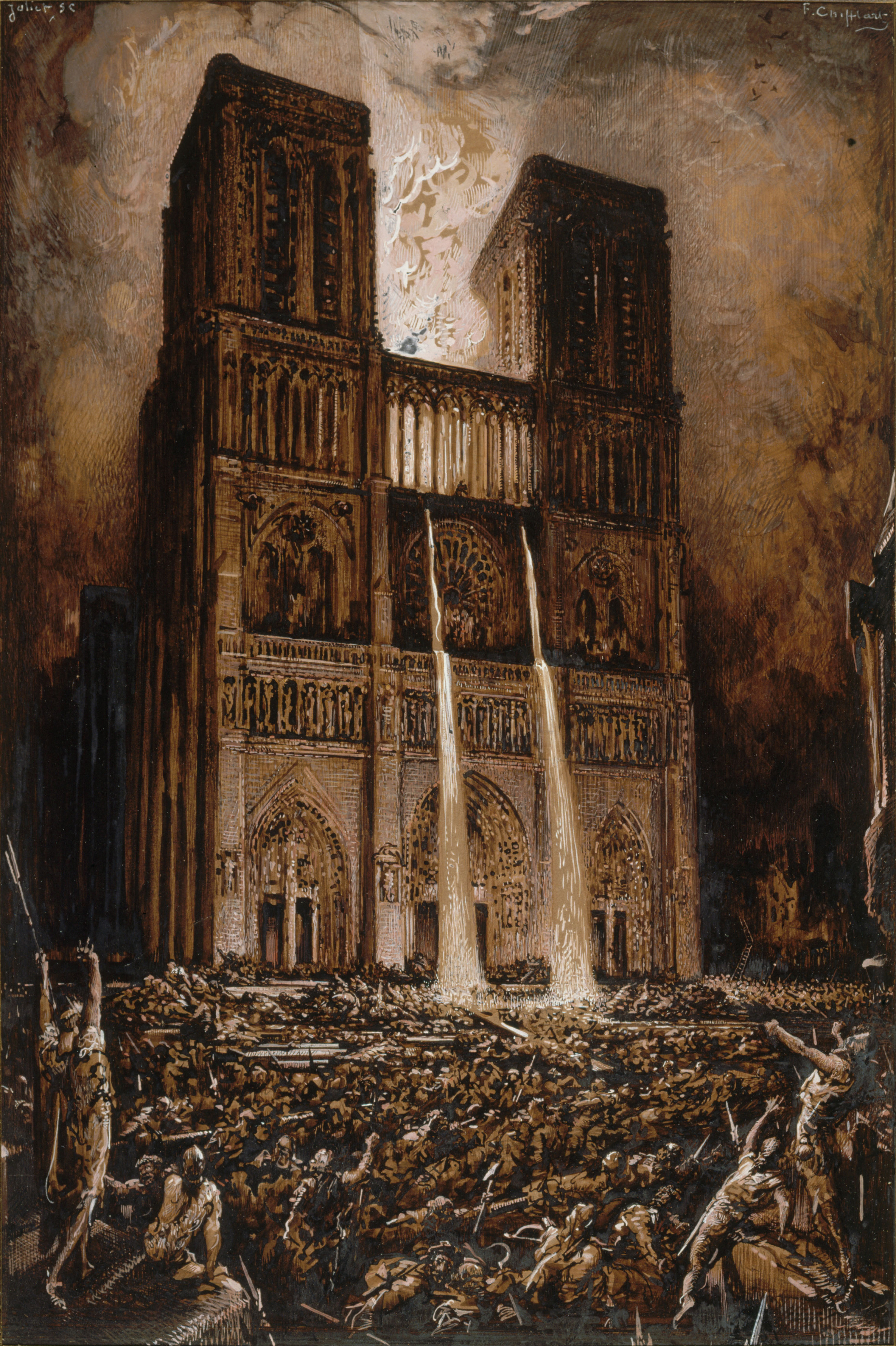
『ノートルダム・ド・パリ』（1876年版）の挿絵

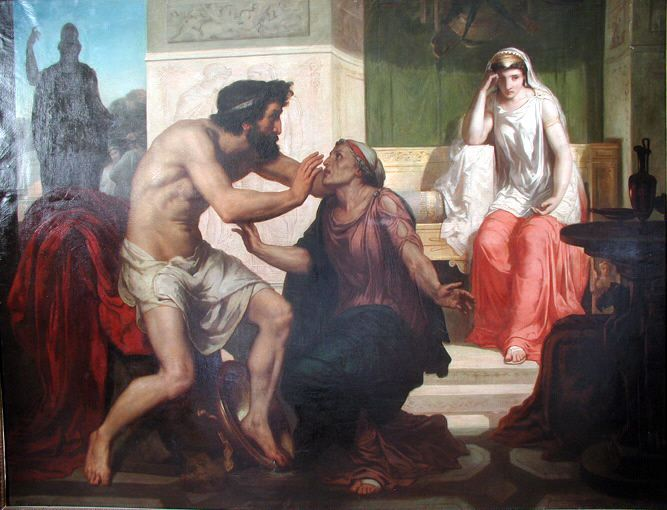
ローマ賞受賞作、"Ulysse reconnu par Euryclée" (1849)
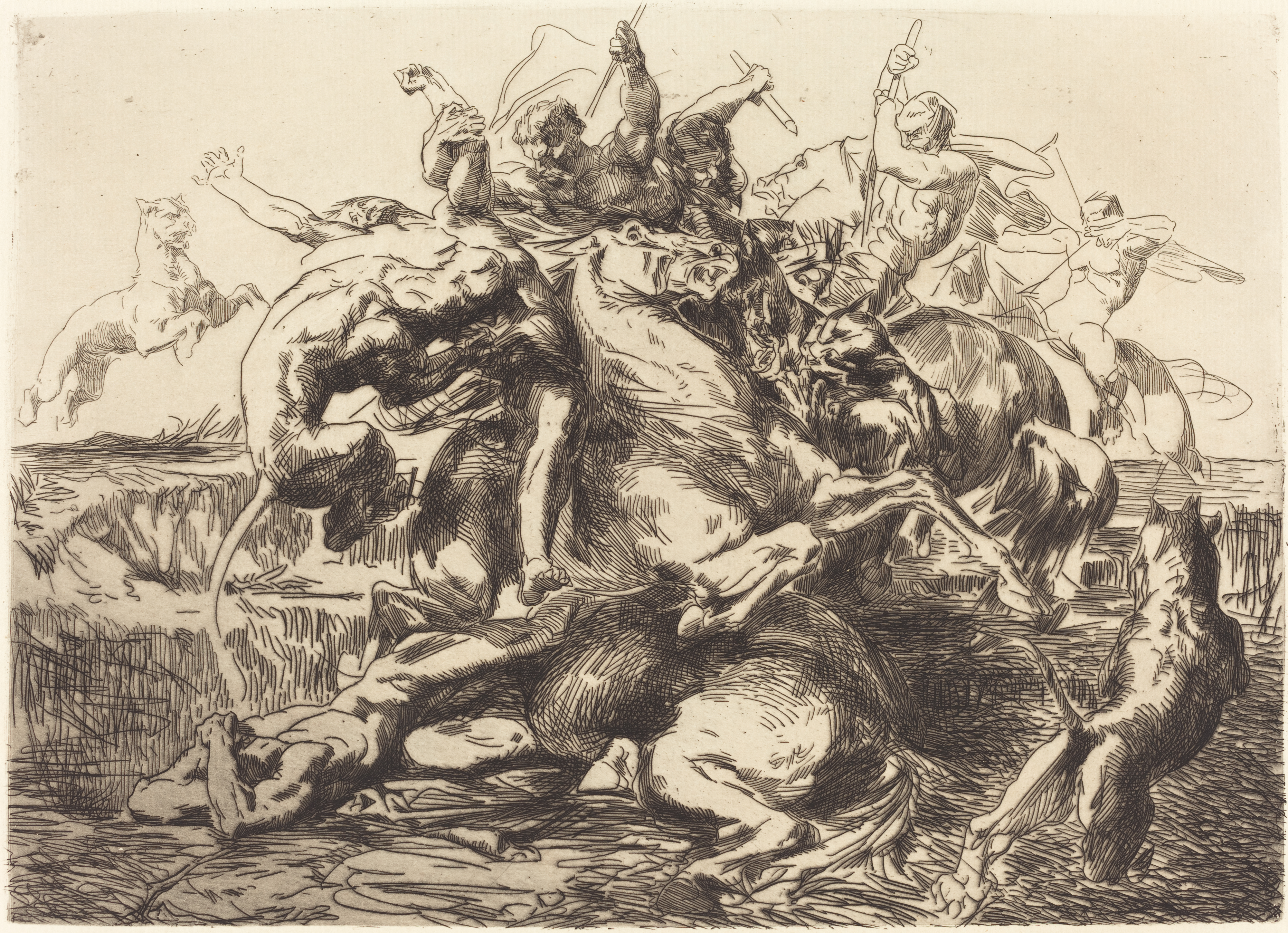
版画「Surprise 」(1865)
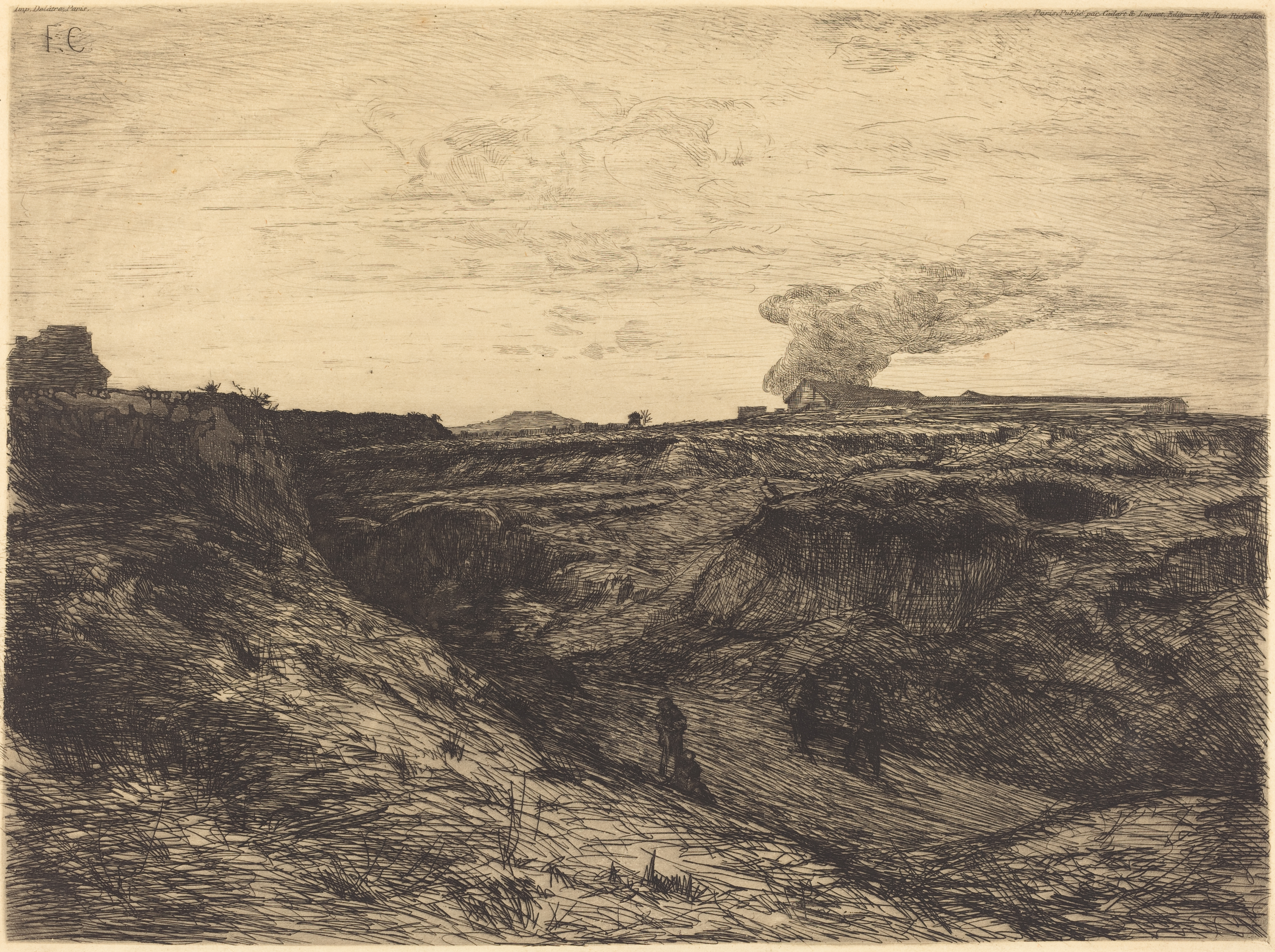
版画 モンマルトル近くの採石場(1865)